# Thiratoscirtus procerus
Thiratoscirtus procerus es una especie de araña saltarina del género Thiratoscirtus, familia Salticidae. Fue descrita científicamente por Wesołowska & Edwards en 2012.
Habita en Nigeria.